# Катрін Тасєва
Катрін Тасєва (англ. Katrin Taseva, болг. Катрин Янкова Тасева нар. 24 листопада 1994, Самоков) — болгарська гімнастка, що виступає в індивідуальній першості. Срібна призерка чемпіонатів світу в командній першості, багаторазова призерка Європейських ігор, чемпіонатів Європи та кубків світу. Спортсменка 2018 року в Болгарії.

## Біографія
У 2018 році виставила на аукціон свою золоту медаль за вправу з булавами та переможні булави з домашнього чемпіонату Європи, щоб зібрати кошти на лікування злоякісної пухлини болгарського футболіста Івана Тодорова. Анонімний покупець повернув нагороду з булавами в січні 2019 року.

## Спортивна кар'єра
В спортивну секцію запросив тренер після перегляду дітей в садочку, коли було чотири роки.

## Результати на турнірах
| Рік  | Змагання           | Команда | АП |   |   |   |   |
| ---- | ------------------ | ------- | -- | - | - | - | - |
| 2017 | Чемпіонат Європи   |         |    | 4 |   |   | 2 |
| 2017 | Чемпіонат світу    |         | 10 |   |   |   | 8 |
| 2018 | Чемпіонат Європи   |         | 5  |   |   |   |   |
| 2018 | Чемпіонат світу    | 2       | 6  | 7 | 8 | 8 |   |
| 2019 | Чемпіонат Європи   |         | 30 | 7 |   | 4 | 8 |
| 2019 | Європейські ігри   |         |    |   | 2 |   | 3 |
| 2019 | Чемпіонат світу    | 6       | 9  |   |   |   |   |
| 2020 | Чемпіонат Європи   |         | 7  |   |   |   |   |
| 2021 | Кубок світу. Софія |         | 5  |   | 4 | 4 |   |
| 2021 | Кубок світу. Баку  |         | 7  | 5 |   |   | 3 |
| 2021 | Чемпіонат Європи   |         | 7  | 6 | 7 | 5 | 5 |